# Makhno Studio
Makhno Studio ist ein ukrainisches Architektur-, Design- und Keramikstudio mit Sitz in Kiew, das im Jahr 2003 von Serhij Machno gegründet wurde. Seine Philosophie kombiniert das kulturelle Erbe der Ukraine mit zeitgenössischer Kunst, natürlichen Materialien und futuristischen Elementen.

## Geschichte
Makhno Studio begann 2003 als Architekturpraxis in Kiew und entwickelte sich im Laufe der Zeit unter der Leitung von Serhij Machno zu einem multidisziplinären Studio, das auch eine Keramikwerkstatt als wesentlichen Bestandteil seiner Identität integrierte.

## Stil und Philosophie
Makhno Studio war Pionier in der Einführung der Wabi-Sabi-Philosophie in die ukrainische Architektur und das Design. Diese japanische Ästhetik konzentriert sich auf die Schönheit der Unvollkommenheit, die Natürlichkeit der Materialien und die Schlichtheit der Formen. Serhij Machno passte diesen Ansatz an den ukrainischen Kontext an, indem er traditionelle Handwerkskunst, insbesondere Keramik, sowie natürliche Materialien wie Holz, Ton und Stein verwendete. Neben japanischen Einflüssen ist das ukrainische Kulturerbe ein Schlüsselelement in der Arbeit des Studios, das Volkskunst und traditionelle Architektur in moderne Projekte integriert und die lokale Handwerkskunst und Ästhetik hervorhebt.

## Anerkennung
Im Jahr 2017 präsentierte das Studio das Projekt „Transformation. Silence“ während der Paris Design Week und auf der Dutch Design Week in Eindhoven, Niederlande. Im Januar 2019 nahm Makhno Studio an der Messe Maison&Objet im kollektiven ukrainischen Pavillon mit dem Projekt „UkrSavanna“ teil, in dem die von Serhij Machno entworfene Lampe KHMARA als einer der wichtigsten Trends ausgewählt wurde. Im April 2019 stellte das Studio das Projekt „Inside.Out“ auf dem Salone Internazionale del Mobile vor, bei dem eine Komposition aus Möbeln und Keramiklampen als einer der Haupttrends der Ausstellung von ArchDaily anerkannt wurde.
Im Jahr 2024 wurden Werke von Makhno Studio in der immersiven Show Wayne Enterprises Experience ausgestellt, produziert von Warner Bros. Discovery Global Consumer Products, DC und Relevance International’s Brand Experience & Partnerships, anlässlich des 35-jährigen Jubiläums der Batman-Franchise. Die von Makhno Studio entworfenen Stücke wurden zur Nachbildung der Bruce-Wayne-Villa verwendet.

## Gesellschaftliches Engagement
Im Jahr 2023 entwarf das Studio eine Bushaltestelle, die auch als Schutzraum dient und durch 3D-Drucktechnologie hergestellt wurde.
Ende 2023 startete Makhno Studio eine Wohltätigkeitskampagne zur Unterstützung des Familienhauses "Dacha", das von der Wohltätigkeitsstiftung "Zapóruka" betrieben wird und schwerkranken Kindern in Behandlung hilft.
Im Jahr 2024 beteiligte sich das Team des Studios am Wiederaufbau der durch russische Bombardierungen im März 2022 zerstörten Sekundarschule von Lykhachiv in der Region Tschernihiw. Die Schule, die 1927 gebaut wurde, wurde unter Verwendung traditioneller Techniken des Lehmbaus restauriert.

## Auszeichnungen
- 2017: Red Dot Design Award: FLAPJACK und TETRAPOD[15]
- 2018: IDA Awards: WABI SABI APARTMENT[16]
- 2018: The Architecture MasterPrize: WABI SABI APARTMENT[17]
- 2019: Restaurant & Bar Design Award: FUJIWARA YOSHI[18]
- 2019: SBID Awards: ACADEMY DTEK[19] und FUJIWARA YOSHI[20]
- 2020: IIDA Global Excellence Award: SHKRUB HOUSE[21]
- 2020: SBID Awards: SHKRUB HOUSE[22] und FUTAGO[23]
- 2020: A' Design Award: SHKRUB HOUSE[24]
- 2021: Elle Decoration International Design Awards Ukraine: besondere Erwähnung für PLAN B[25]
- 2021: The Architecture MasterPrize: „Design des Jahres“ und erster Platz für PLAN B[26]
- 2021: IDA Awards: PLAN B[27]
- 2021: Big See Interior Design Award: Grand Prix für SHKRUB HOUSE[28] und Lampe KHMARA[29]
- 2022: Interior Design's Best of Year Award: MURELI HOUSE[30]
- 2024: SBID Awards: OSONNIA APARTMENT[31]
- 2024: French Design Awards: 8SUN RESORT[32], KAJI GALLERY[33]
- 2024: Big See Interior Design Award: KYOTO HOUSE[34], ZEMLYA[35]
- 2024: Red Dot Design Award: QUADROPOD[36]